# Ивашковцы (Новоушицкий район)
Ивашковцы (укр. Івашківці) — село в Новоушицком районе Хмельницкой области Украины.

## История
В июле 1995 года Кабинет министров Украины утвердил решение о приватизации находившегося здесь совхоза "Коммунар".
Население по переписи 2001 года составляло 1254 человека.

## Местный совет
32623, Хмельницкая обл., Новоушицкий р-н, с. Ивашковцы